# Сиг сибірський
Сиг сибірський (Coregonus sardinella) — вид костистих риб родини лососевих (Salmonidae).

## Поширення
Трапляється в прісних річках та ставках басейну Північного Льодовитого океану, від Білого моря до Аляски.

## Опис
Сибірський сиг може досягати 40 см завдовжки і більше 500 г вагою. Тіло подовгувате, покрите циклоїдною лускою. Рот верхній, нижня щелепа помітно довша за верхню. Є жировий плавець. Забарвлення спини сіро-коричневе з фіолетовим або зеленим відтінком, боки і черевце сріблясті, плавники сірі.

## Спосіб життя
Це річковий холодолюбний вид — скупчується в дельтах і опріснених ділянках моря, звідки мігрує вгору по річці. Це — зграйна риба.

### Розмноження
Статевозрілість сига сибірського настає на 3-4 році. Самці дозрівають на рік раніше самиць. Нерест нещорічний, повторне дозрівання-через 2-3 роки. Нерест проходить в кінці вересня-жовтні. Ікру відкладає на піщані, піщано-галькові або піщано-мулисті ґрунти при температурі 1,8-1,4 °C.

### Живлення
Основу живлення складають організми зоопланктону — гіллястовусі і веслоногі ракоподібні. В період нерестового ходу і ікрометання не харчується.

## Значення
Сиг сибірський є однією з найцінніших промислових риб північних річок, утворює багато форм, що відрізняються в основному розмірами. М'ясо має відмінні смакові якості, ніжну консистенцію. Реалізують в замороженому, солоному вигляді, а також використовують для виробництва пресервів, консервів, кулінарії.
Вихід ікри (в III—IV стадіях зрілості) становить 3-5 % маси риби. Найбільший вміст ліпідів в ікрі (порівняно з ікрою інших сигових) відмічено у сига з річки Єнісей — 16,5 %. З ікри сига сибірського виробляють делікатесну продукцію.